# Maschalodesme versteegii
Maschalodesme versteegii är en måreväxtart som först beskrevs av Theodoric Valeton, och fick sitt nu gällande namn av Colin Ernest Ridsdale. Maschalodesme versteegii ingår i släktet Maschalodesme och familjen måreväxter. Inga underarter finns listade i Catalogue of Life.